# Кулєшов Олексій Володимирович
Олексій Володимирович Кулєшов  (рос. Алексей Владимирович Кулешов, 24 лютого 1979) — російський волейболіст, олімпійський медаліст.

## Виступи на Олімпіадах
| Олімпіада   | Дисципліна | Місце |
| ----------- | ---------- | ----- |
| Сідней 2000 | волейбол   | 2     |
| Афіни 2004  | волейбол   | 3     |
| Пекін 2008  | волейбол   | 3     |